# 木谷村
木谷村（きだにむら）は、広島県豊田郡にあった村。現在の東広島市安芸津町木谷にあたる。

## 地理
- 海洋：瀬戸内海
- 河川：木谷郷川[1]
- 島嶼：ホボロ島、唐船島、鼻操島[1]

## 歴史
- 1889年（明治22年）4月1日、町村制の施行により、豊田郡木谷村が単独で村制施行し、木谷村が発足[1][2]。
- 1943年（昭和18年）1月1日、賀茂郡三津町、早田原村と合併し、賀茂郡安芸津町を新設して廃止された[1][2]。

### 地名の由来
古くから造船用材木をこの谷筋から伐採していたため。

## 産業
- 農業、煉瓦[1]